# A-6 Intruder
A-6 Intruder (укр. «Інтру́дер») — американський палубний всепогодний штурмовик, спроєктований в кінці 1950-х років і перебував на озброєнні три з половиною десятиліття.

## Історія створення
За підсумками війни в Кореї стала очевидною необхідність заміни штурмовика А-1 «Скайрейдер» у складі ВМС США сучасним реактивним літаком, здатним ефективно діяти в складних кліматичних умовах і в нічний час. У лютому 1957 року Бюро авіації флоту розробило комплекс вимог до такого літака. Новий ударний літак, крім всепогодности, повинен був мати швидкість близько 1000 км/год, бойовий радіус 560 км, укорочені зліт і посадку, екіпаж з двох чоловік. Вимоги були розіслані у вісім авіабудівних фірм: Боїнг, Дуглас, Воут, Мартін, Белл, Локхід, Норт Америкен, Грумман. На конкурсі було представлено в цілому 12 проєктів (у тому числі проєкт літака вертикального зльоту і посадки фірми Белл). У грудні 1957 року переможцем конкурсу була оголошена фірма Грумман зі своїм проєктом G-128. Ймовірно, певний вплив на перемогу Грумман надало те, що ця фірма мала великий досвід у створенні палубних літаків і мала тісні зв'язки з ВМС США.
Прототип нового літака, що мав позначення A2F-1, зробив перший політ 19 квітня 1960 року (льотчик-випробувач — Боб Сміт). Всього було побудовано 8 дослідних екземплярів, на яких були встановлені поворотні сопла двигунів для забезпечення необхідних злітних характеристик; пізніше від поворотних сопел відмовилися, оскільки механізації крила виявилося цілком достатньо. Приймально-здавальні випробування почалися в жовтні 1962 року, а передсерійні екземпляри випробовувалися в полярних умовах в Гренландії. Перші два серійні літака надійшли на озброєння ескадрильї VA-42 в лютому 1963 року. Вони носили позначення А-6А і назва «Інтрудер» («вторгається»).

## Варіанти

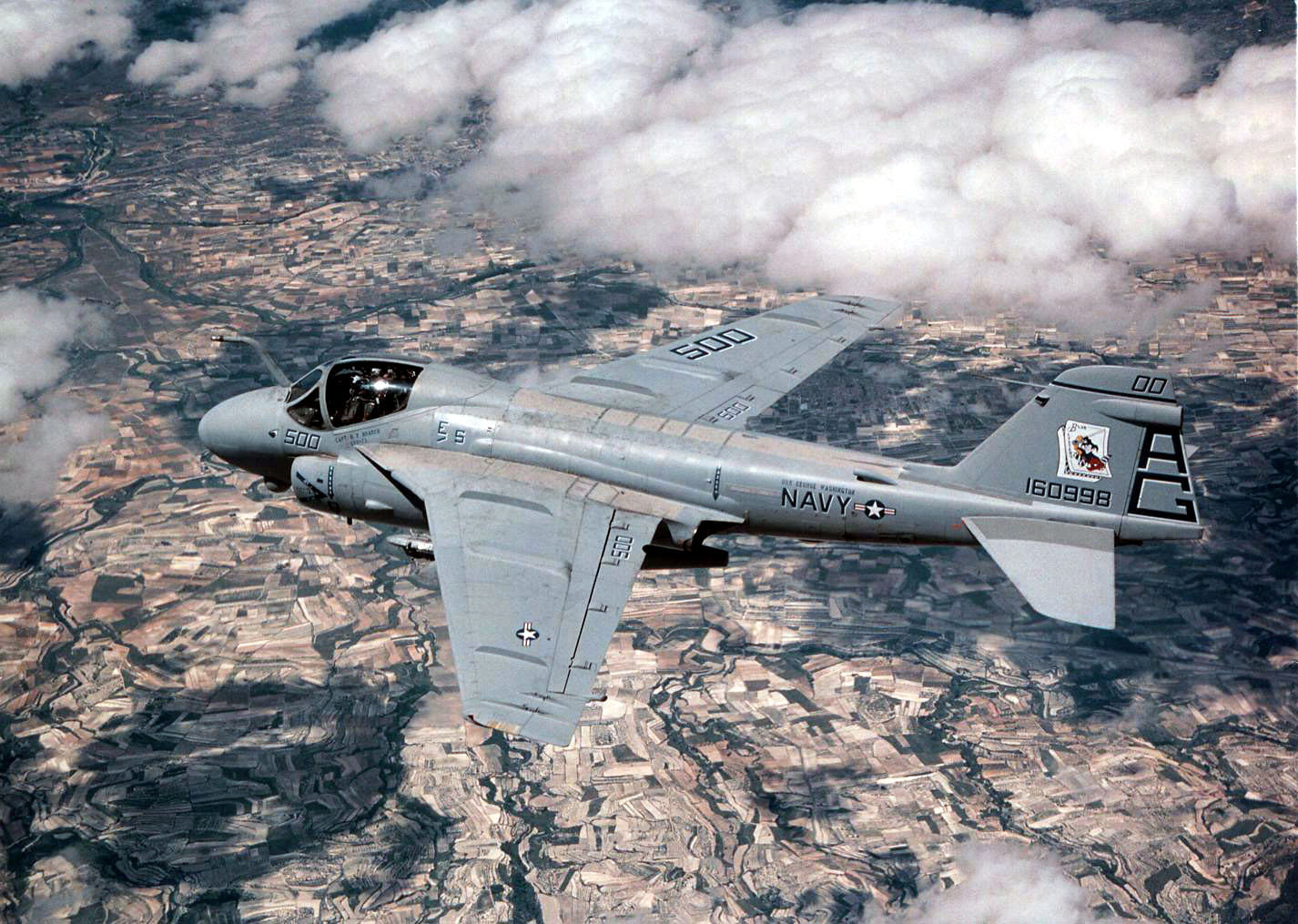
A-6E в польоті

- A2F-1 — позначення дослідних літаків.
- А-6А — перша серійна модифікація. Випущено 488 машин (включаючи 6 передсерійних).
- А-6B — модифікація, призначена для придушення ППО супротивника. Несла протирадіолокаційні ракети AGM-45 Shrike і AGM-78 «Стандарт ARM». У 1967–1970ах переобладнано 19 літаків з А-6А. Пізніше вони були переобладнані в А-6Е.
- А-6C — створений спеціально для ударів по цілях на «стежці Хо Ши Міна» у темний час доби. 12 літаків переобладнані в 1970 у; на них була встановлена апаратура для виявлення наземних цілей вночі. Після війни всі А-6С були переобладнані в А-6Е.
- А-6E — основна пізня модифікація А-6. Перший політ здійснений 27 лютого 1970 а. Всього ВМС отримало 445 літаків, у тому числі близько 240 були переобладнані з більш ранніх модифікацій. На А-6Е встановлена багатофункціональна РЛС AN/APQ-148 і нова навігаційна система. На всіх літаках з 1979 року встановлювався лазерний цілеуказник, що дозволив використовувати бомби з лазерним наведенням.
- А-6F «Інтрудер II» — варіант радикальної модернізації А-6, запропонований в середині 1980-х років. Перший політ в серпні 1987 року. Літак повинен був мати нові двигуни Дженерал Електрик F404, нову РЛС, цифрову авіоніку і можливість нести ракети «повітря-повітря» AIM-120. ВМС відмовилися від цього варіанту, віддавши перевагу йому розроблявся за технологією «стелс» перспективний штурмовик А-12 «Евенджер II» (програма А-12 була закрита в 1991 році).
- А-6G — більш дешевий варіант А-6F, зберігав двигуни J52. Серійно не випускався.
- ЕА-6A — перша модифікація «Інтрудер», призначена для постановки радіоелектронних перешкод. Перший політ відбувся 26 квітня 1963 року. Випущено і переобладнано з А-6А 28 літаків.
- ЕА-6B «Проулер» — значно покращений ЕА-6А з потужнішою системою радіоелектронної боротьби. Екіпаж збільшений до 4 чоловік. Побудовано 170 літаків.
- КА-6D — «літаючий танкер». На початку 1970-х років в цю модифікацію було переобладнано близько 90 «Інтрудер», розподілених між усіма бойовими ескадрильями А-6 для забезпечення дозаправок в повітрі.

## Служба

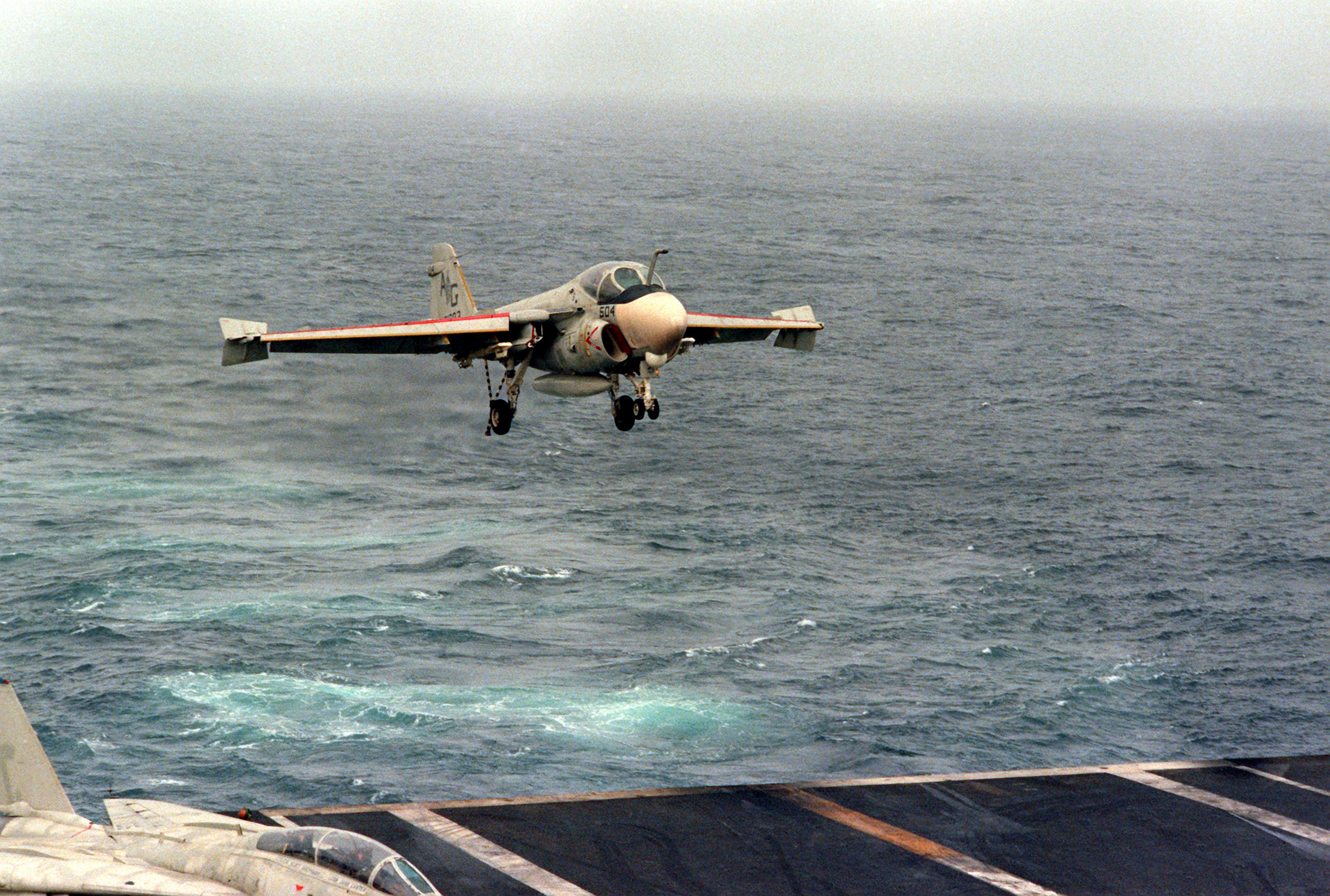
A-6E сідає на палубу авіаносця

Літаки А-6 не поставлялися на експорт. У США вони перебували на озброєнні ескадрилей ВМС і корпусу морської піхоти три з половиною десятиліття, отримавши визнання екіпажів, про який свідчить численність даних йому прізвиськ — «Подвійно гидкий»(Double Ugly), «Могутній Альфа-Шість» (The Mighty Alpha Six), «Залізний пуголовок» (Iron Tadpole), «Вагітна гуппі» (Pregnant Guppy). Незважаючи на позначення (літерою А в американській військовій авіації позначаються штурмовики), «Інтрудер» не був штурмовиком в класичному розумінні, а радше палубним бомбардувальником. Він мав значне бомбове навантаження, велику дальність польоту, ніс устаткування, що дозволяло робити дуже точне бомбометання.
А-6 брали участь у В'єтнамській війні з початку повномасштабного американського втручання в 1965 році і до його кінця, причому в бойових діях застосовувалися всі серійні модифікації. Як правило, А-6 завдавали ударів по найважливішим цілям. Також вони літали на «вільне полювання» над Північним В'єтнамом і Лаосом. «Інтрудери» морської піхоти базувалися в Південному В'єтнамі і часто застосовувалися для безпосередньої підтримки наземних сил. Спочатку основна увага приділялася максимальному бомбовому навантаженню, і можливості літака не використовувалися на повну силу. Однак при адекватному використанні А-6 досягали значних результатів, наприклад, в ході успішного нічного удару по електростанції Уонгбі у квітні 1966 року. Як сказав пілот «Інтрудера», коментуючи один з вильотів: «Видимість була майже нульовою, що зробило погоду ідеальною для наших А-6».
З лютого 1967 року А-6 виконували мінування з повітря річок в південній частині Північного В'єтнаму, а в травні 1972 року взяли участь в операції «Pocket Money» (мінування гавані Хайфон). Серед льотчиків військово-морської авіації отримав певну популярність епізод, що відбувся в липні 1972 року, коли під час нічного вильоту в результаті влучання в кабіну А-6 черги зенітного кулемета загинув штурман, проте льотчикові вдалося здійснити успішну посадку на палубу авіаносця.
У 1980-ті роки «Інтрудери» брали участь у ряді невеликих збройних акцій США. У 1983 році вони підтримували висадку десанту на Гренаді. У грудні того ж року під час нальоту на позиції сирійських військ в Лівані був збитий один А-6 (один пілот загинув, другий потрапив до сирійського полону і був звільнений через місяць). У березні 1986 року «Інтрудери» за допомогою протикорабельних ракет AGM-84 потопили два патрульних катери ВМС Лівії, а в ніч на 15 квітня в рамках операції «El Dorado Canyon» вчинили наліт на військові об'єкти в передмістях Бенгазі. У квітні 1988 року A-6 брали участь у затопленні іранського фрегата «Саханда».
Останнім великим епізодом у бойовій біографії А-6 була їх участь в операції «Буря в пустелі» в 1991 році. Більше сотні А-6Е використовувалися ВМС і морської піхоти для здійснення ударів по військових і промислових об'єктів Іраку, а також по іракським військам. Було втрачено п'ять літаків. Через два роки А-6 взяли символічну участь в миротворчої операції ООН в Сомалі. Також вони виконували патрулювання безполітних зон над Іраком і Боснією.
Пропозиція фірми Груман провести докорінну модернізацію парку літаків А-6 було відкинуто ВМС США наприкінці 1980-х років. Штурмовик А-12 планувався на заміну «Інтрудерам», проте так і не був побудований, А-6 все ж стали знімати з озброєння; остаточно цей процес був завершений на початку 1997 року. Деяке число літаків було затоплено біля берегів Флориди для створення так званого «рифа» «Інтрудер».
Літаки ЕА-6В застосовувалися в ході військових операцій проти Югославії (1999) і Іраку (2003), і досі перебувають на озброєнні. Передбачається замінити їх новим літаком радіолокаційної боротьби ЕА-18G «Граулер».

## Слід у мистецтві
У 1986 році Стівен Кунц, колишній пілот А-6 під час війни у В'єтнамі, написав став бестселером, "Політ «Інтрудера» (англ. Flight of the Intruder), сюжет якого розвивається навколо пілотів А-6, що беруть участь у бойових діях. На основі роману на початку 1990-х був знятий однойменний фільм і створена комп'ютерна гра для ряду платформ. А-6 також присутня у ряді інших фільмів (наприклад, «Найкращий стрілець», «Ми були солдатами») і комп'ютерних ігор на різних платформах.

## Особливості конструкції
Літак A-6 являє собою моноплан із середнорозміщеним стрілоподібним крилом (кут стрілоподібності — 25°), двома двигунами і однокільовим хвостовим оперенням. Два члени екіпажу сидять поруч, льотчик ліворуч, штурман справа. На робочому місці штурмана немає органів управління літаком. Крила літака складаються при розміщенні в ангарі авіаносця. Двигуни розташовані в гондолах з боків фюзеляжу. Шасі має три стійки, передня стійка двоколісна.

## Характеристики
Нижче наведені характеристики модифікації А-6Е.
- Розмах крила: 16,15 м
- Довжина: 16,59 м
- Висота: 4,93 м
- Площа крила: 49,13 м ²
- Маса порожнього: 12525 кг
- Максимальна злітна маса (запуск з катапульти): 26580 кг
- Максимальна злітна маса (з наземного аеродрому): 27400 кг
- Максимальна швидкість у землі: 1037 км/год
- Швидкопідйомність у землі: 2323 м/хв
- Практична стеля: 13000 м
- Радіус дії: 1627 км
- Озброєння: до 8165 кг бойового навантаження.
  - Звичайні бомби (Мк.81, Мк.83, Мк.84, M-117)
  - Некеровані ракети (70-мм, 127-мм)
  - Керовані бомби (AGM-62, GBU-10, GBU-12, GBU-16)
  - Касетні бомби (CBU-78, Mk.20)
  - Напалмові бомби (Mk.77)
  - Ракети «повітря-повітря» (AIM-9)
  - Ракети «повітря-земля» (AGM-45, AGM-65, AGM-84, AGM-88)
  - Міни
  - Ядерна бомба B61